# UFC Fight Night: Vettori vs. Dolidze 2
UFC Fight Night: Vettori vs. Dolidze 2 (conosciuto anche come UFC Fight Night 254, UFC on ESPN + 112 oppure UFC Vegas 104) è stato un evento di arti marziali miste tenuto dalla Ultimate Fighting Championship il 15 marzo 2025 all'UFC Apex di Las Vegas, negli Stati Uniti.

## Risultati
|                  | Divisione                |                     |                 |                           | Metodo                                      | Round           | Tempo           | Premio          |
| Card Principale  | Card Principale          | Card Principale     | Card Principale | Card Principale           | Card Principale                             | Card Principale | Card Principale | Card Principale |
| ---------------- | ------------------------ | ------------------- | --------------- | ------------------------- | ------------------------------------------- | --------------- | --------------- | --------------- |
|                  | Pesi medi                | Roman Dolidze       | batte           | Marvin Vettori            | Decisione unanime (49–46, 49–46, 49–46)     | 5               | 5:00            |                 |
|                  | Catchweight (172.25 lbs) | Chidi Njokuani      | batte           | Elizeu Zaleski dos Santos | KO tecnico (ginocchiata e gomitate)         | 2               | 2:19            |                 |
|                  | Pesi leggeri             | Alexander Hernandez | batte           | Kurt Holobaugh            | Decisione unanime (29–28, 30–27, 29–28)     | 3               | 5:00            |                 |
|                  | Pesi gallo               | Da'Mon Blackshear   | batte           | Cody Gibson               | Sottomissione (kimura)                      | 2               | 4:09            |                 |
|                  | Catchweight (210.5 lbs)  | Brendson Ribeiro    | batte           | Diyar Nurgozhay           | Sottomissione (kimura)                      | 2               | 1:28            |                 |
|                  | Pesi piuma               | Kevin Vallejos      | batte           | Choi Seung-woo            | KO tecnico (ginocchiata e gomitate)         | 1               | 3:09            |                 |
| Card Preliminare |                          |                     |                 |                           |                                             |                 |                 |                 |
|                  | Pesi massimi             | Waldo Cortes-Acosta | batte           | Ryan Spann                | KO (pugni)                                  | 2               | 4:48            |                 |
|                  | Pesi gallo               | You Su-young        | batte           | AJ Cunningham             | Decisione unanime (30–27, 30–27, 30–27)     | 3               | 5:00            |                 |
|                  | Pesi gallo               | Carlos Vera         | batte           | Josias Musasa             | Sottomissione (rear-naked choke)            | 1               | 3:16            | POTN            |
|                  | Pesi paglia femminili    | Sam Hughes          | batte           | Stephanie Luciano         | Decisione non unanime (29–28, 28–29, 29–27) | 3               | 5:00            |                 |
|                  | Pesi mosca               | André Lima          | batte           | Daniel Barez              | Sottomissione (rear-naked choke)            | 3               | 3:05            | POTN            |
|                  | Pesi gallo femminili     | Priscila Cachoeira  | batte           | Josiane Nunes             | KO (pugno)                                  | 1               | 2:46            | POTN            |
|                  | Pesi mosca femminili     | Carli Judice        | batte           | Yuneisy Duben             | KO tecnico (calcio alla testa e pugni)      | 1               | 1:40            | POTN            |

## Premi
I lottatori premiati ricevettero un bonus di 50.000 dollari.
Legenda:
- FOTN: Fight of the Night (vengono premiati entrambi gli atleti per il miglior incontro dell'evento)
- POTN: Performance of the Night (viene premiato il vincitore per la migliore performance dell'evento)